# Cazin
Cazin (in cirillico serbo Цазин) è un comune della Federazione di Bosnia ed Erzegovina situato nel Cantone dell'Una-Sana con 69.411 abitanti al censimento 2013. È situato nella parte nord-occidentale del paese vicino al confine con la Croazia.

## Località
Il comune è formato dall'insieme delle seguenti località:
Bajrići · Bašče · Brezova Kosa · Bukovica · Cazin · Crnaja · Čajići · Čizmići · Ćehići · Ćoralići · Donja Barska · Donja Koprivna · Donja Lučka · Glogovac · Gornja Barska · Gornja Koprivna · Gornja Lučka · Gradina · Hadžin Potok · Kapići · Kličići · Kovačevići · Krakača · Krivaja · Liđani · Liskovac · Ljubijankići · Majetići · Miostrah · Mujakići · Mutnik · Osredak · Ostrožac · Ostrožac na Uni · Pećigrad · Pivnice · Pjanići · Podgredina · Polje · Ponjevići · Prošići · Rošići · Rujnica · Skokovi · Stijena · Šturlić · Šturlićka Platnica · Toromani · Tržac · Tržačka Platnica · Tržačka Raštela · Urga · Vilenjača · Vrelo · Zmajevac

## Obiettivi turistici
- Castello di Ostrožac
- Torre Radetina